# Volkswagen Scirocco
Volkswagen Scirocco este un vehicul comercializat de producătorul german de automobile Volkswagen.